# Gelu Velici
Gelu Miodrag Velici (sinh ngày 22 tháng 4 năm 1992) là một cầu thủ bóng đá người România thi đấu ở vị trí tiền đạo cho CSM Lugoj.